# 澳大利亞國家黨
澳大利亞國家黨（英語：National Party of Australia）是澳大利亞的主要政黨之一。國家黨1920年建黨，當時稱爲“澳大利亞鄉村黨”（Country Party of Australia），1975年改名“國家鄉村黨”，1982年改为現名。在聯邦層面，國家黨與澳大利亞自由黨在1922年至2025年間曾組成長期合作的右翼聯盟，其長期競爭對手是中間偏左的澳大利亞工黨。
在最近的2013年澳洲联邦大选中国家党参与的联盟胜出成为执政党派，国家党由此结束了从2007年联邦大选中失利后开始的六年反对党生涯。

## 政治背景
國家黨立足于鄉村，基本代表農村士紳、農場主、牧农和自耕農的利益，其政治立場是中間偏右、保守主義、農本主義。在經濟議題上一般支持保護主義，在社會議題上一般傾向于保守主義。
國家黨和自由黨在聯邦層面以及部分州組成聯盟。兩黨各有分工：自由黨基本負責城鎮地區，國家黨基本負責農村地區。一般兩黨不會在同一選區提名不同的候選人，但也時有例外。由於澳大利亞總人口高度城市化，而人口又集中在新南威爾士州（特別是其首府悉尼）和維多利亞州（特別是其首府墨爾本），因此在聯邦層面，以及在新南威爾士州和維多利亞州，國家黨都是較弱的合作夥伴。相反，在農業人口較多的地方，歷史上國家黨則是較強的合作夥伴。在多數農村選區，主要競爭對手是國家黨和工黨，後者在農村基本代表農業工人、佃農、雇農、小自耕農等。

## 歷任總理
雖然國家黨在澳大利亞國會的議席數在各黨中排名第三，但由於國家黨和自由黨的長期聯盟，一般國家黨不被認爲是澳大利亞的第三大黨，而是聯盟的一部分。在聯邦議會，國家黨有自己的議會黨團，但在政策議題上自由黨和國家黨一般會召開聯合黨團會議。國家黨黨魁一般在聯盟黨執政時擔任副總理（但在野時不是反對黨副領袖），但在歷史上曾有過三任國家黨籍總理，其中兩位屬於純粹的临时性看管總理（但是正式總理，不是代總理），另一位是聯盟黨團選出的正式領袖並作爲黨首領導聯盟黨參加大選，但由於政治波動任期極短，擔任總理不到兩個月，因此三人都被視爲過渡性領導人。三位總理分別是：
1. 厄爾·佩吉爵士，第11任總理，任期1939年4月7日到1939年4月26日 。由於前任逝世作爲副總理接任總理職位，在聯盟黨選出新領袖罗伯特·孟席斯后辭職卸任。
2. 亚瑟·法登爵士，第13任總理，任期1941年8月28日到1941年10月7日 。由於前任罗伯特·孟席斯辭職、聯盟夥伴沒有繼任人選而受聯盟黨聯合黨團選舉為聯盟黨首並出任總理職位，但不久后因爲獨立議員倒戈支持工黨，内閣總辭而卸任。此後帶領聯盟黨競逐大選但敗于工黨，此後辭去聯盟黨黨首職位。
3. 约翰·麦克尤恩爵士，第18任總理，任期1967年12月19日到1968年1月10日 。由於前任哈罗德·霍尔特失蹤作爲副總理接任總理職位，在聯盟黨選出新領袖后辭職卸任。

## 各州發展
國家黨在幾個州和領地有不屬於國家黨黨組織的關聯黨，都是獨立小黨：
- 國家黨在農業大州昆士蘭州歷史上曾是較強的合作夥伴，但由於人口城市化和工黨在農村的支持率上升，國家黨的支持率日益下降，以致2007年國家黨決議與該州的自由黨合併，成爲“自由國家黨”，同時為自由黨和國家黨在該州的關聯黨。2012年昆士蘭州議會選舉，自由國家黨取得壓倒性勝利，取得89席中的78席。
- 在北領地，自由黨和國家黨都從未有過黨部，但共同承認當地的“鄉村自由黨”為關聯黨。鄉村自由黨在聯邦議會的參議院和衆議院現各有一個席位，兩位議員在國會内分別參加國家黨和自由黨的議會黨團。
- 在西澳大利亞州，“西澳國家黨”是和聯邦國家黨合作的獨立政黨，有自己的黨組織。西澳國家黨和該州的自由黨沒有聯盟關係，因此在州選舉和聯邦選舉中該州的選區西澳國家黨和自由黨處於競爭關係。西澳國家黨在西澳州議會中是第三大黨。西澳國家黨在聯邦議會現有一名衆議員，2012年以前在議會内曾為中立議員，但2012年以後開始加入國家黨和自由黨一方，但不參加國家黨和自由黨的聯合黨團會議。

国家党不參加塔斯馬尼亞州和澳大利亞首都領地的選舉。南澳大利亞州國家黨是小黨，在州内不與自由黨聯盟。